# Pola de Allande
Pola de Allande är en ort i Spanien.   Den ligger i provinsen Province of Asturias och regionen Asturien, i den nordvästra delen av landet, 400 km nordväst om huvudstaden Madrid. Pola de Allande ligger 556 meter över havet och antalet invånare är 2 223.
Terrängen runt Pola de Allande är kuperad. Runt Pola de Allande är det glesbefolkat, med 8 invånare per kvadratkilometer. Närmaste större samhälle är Cangas del Narcea, 11,5 km sydost om Pola de Allande. I omgivningarna runt Pola de Allande växer i huvudsak blandskog.